# Zurrunbilo kaotikoa
Zurrunbilo kaotikoa es el nombre del primer disco del grupo Ekon lanzada en 1998.

## Canciones
| N.º | Título                     | Duración |  |
| 1.  | «Uso txuriaren indarkeria» |          |  |
| 2.  | «Gizakia baino gizakiago»  |          |  |
| 3.  | «Deskontrolatuak»          |          |  |
| 4.  | «Arbasoen legea»           |          |  |
| 5.  | «Malkoak lehortuz»         |          |  |
| 6.  | «Mila koloredun gerra»     |          |  |
| 7.  | «Irrintziaren oihua»       |          |  |
| 8.  | «Herejea»                  |          |  |
| 9.  | «Sexu bikoiztasuna»        |          |  |
| 10. | «Izarrak tatuaturik»       |          |  |
| 11. | «Segi zirikatzen»          |          |  |

- Datos: Q5844751